# Domenico Furnò
Domenico Furnò (Napoli, 24 luglio 1892 – Roma, 30 aprile 1983) è stato un paroliere italiano.
Autore di numerosi testi in lingua italiana e in lingua napoletana, sicuramente i brani che ebbero maggior successo furono Non ti scordar di me e Ti voglio tanto bene ambedue musicati da Ernesto De Curtis.